# Sputnik-1
O Sputnik-1 (em russo: Спутник-1), inicialmente batizado Iskusstvenni Sputnik Zemli (em russo: Искусственный спутник Земли, trad.: Satélite Artificial da Terra ou Companheiro Viajante Artificial da Terra) e aportuguesado Esputinique-1, foi o primeiro satélite artificial, isto é, o primeiro objeto posto pela humanidade em órbita ao redor de um corpo celeste, no caso a Terra. Lançado pela União Soviética em 4 de outubro de 1957, a partir do Cosmódromo de Baikonur, na República Socialista Soviética Cazaque, foi o primeiro de uma série de satélites produzidos pelo Programa Sputnik, cujo objetivo último consistia em estudar as propriedades das camadas superiores da atmosfera terrestre, as condições de lançamento de cargas úteis para o espaço e os efeitos da microgravidade e da radiação solar sobre os organismos vivos, com vista à preparação de missões tripuladas.
Designado nos meios militares soviéticos Satélite Elementar-1 (em russo: Простейший Спутник-1; romaniz.: Prosteishii Sputnik-1) e pela sigla PS-1 (em russo: ПС-1), externamente o Sputnik-1 era uma esfera de metal polido de 58 centímetros de diâmetro, com quatro antenas para transmissão de sinais de rádio. Ele foi posicionado em uma órbita elíptica relativamente baixa, na qual viajou a cerca de 29 mil quilômetros por hora, levando 96,2 minutos para concluir cada volta ao redor do planeta. A duração e a inclinação de sua órbita fizeram com que sua trajetória de voo abrangesse praticamente toda a superfície terrestre habitada. Seus sinais eram facilmente detectáveis, mesmo por radioamadores, e foram monitorados por operadores de rádio em todo o mundo. Os sinais continuaram por 22 dias, até que as baterias de seu transmissor se esgotaram, em 26 de outubro de 1957. Após três meses, 1440 órbitas completas da Terra e uma distância percorrida de cerca de setenta milhões de quilômetros, o satélite desintegrou-se ao reentrar as camadas mais densas da atmosfera, em 4 de janeiro de 1958.
Lançado como parte da celebração do Ano Internacional da Geofísica, proposto pela Organização das Nações Unidas, seu sucesso surpreendente precipitou a crise americana do Sputnik e a Corrida espacial com os Estados Unidos da América, uma dimensão da Guerra Fria que se estendeu até 1975 e levou a desenvolvimentos políticos, militares, tecnológicos e científicos significativos. Cerca de um mês depois do seu lançamento os soviéticos inovaram novamente com o Sputnik-2 e a cadela Laika, sendo seguidos pelo lançamento do Explorer 1 pelos estadunidenses, no final de janeiro de 1958.
Um marco na história da ciência, o Sputnik-1 forneceu informações valiosas sobre a atmosfera da Terra e pavimentou o caminho para o primeiro voo espacial tripulado. Em particular, a densidade da atmosfera superior pôde ser deduzida pela resistência aerodinâmica por ele enfrentada, a propagação dos seus sinais de rádio proporcionou informações sobre a composição da ionosfera, e seus sensores de pressão permitiram a detecção de meteoroides ao longo de sua trajetória. Adicionalmente, seu lançamento teve consequências duradouras como o desenvolvimento da comunicação por satélites, que viria a revolucionar os meios de comunicação nas décadas seguintes, e o princípio da indústria espacial soviética. Como resultado do seu impacto científico e cultural, seu nome adentrou a cultura de massa, dando origem a novos termos e expressões linguísticas e designando uma diversidade de objetos e instituições. 

## Contexto
O programa espacial soviético teve origem na década de 1930 e se estendeu até a dissolução da União Soviética em 1991, sendo responsável por uma série de conquistas técnicas pioneiras, incluindo o transporte dos primeiros seres vivos em voos suborbitais (1951), o desenvolvimento do primeiro míssil balístico intercontinental (1957), o primeiro voo a orbitar a Terra com um animal a bordo (1957), o primeiro veículo a orbitar o Sol (1959), o primeiro objeto artificial a alcançar a Lua e qualquer outro corpo celeste (1959), a primeira imagem do lado escuro da Lua (1959), o primeiro homem (1961) e a primeira mulher no espaço (1963), a primeira missão espacial com atividade extraveicular (1965), a primeira sonda interplanetária (1965), a primeira aterrissagem na Lua (1966), o primeiro satélite artificial da Lua (1966), o primeiro astromóvel na Lua (1970), a primeira estação espacial (1971) e a primeira sonda a orbitar, aterrissar e fotografar Vênus (1975). O lançamento de um satélite artificial, que se concretizou com o Sputnik-1, constituía uma etapa anterior e necessária à maior parte desses objetivos.

### Origens do programa espacial soviético
Os antecedentes do programa espacial soviético e do Programa Sputnik podem ser traçados até às últimas décadas do Império Russo, notadamente até o trabalho de Konstantin Tsiolkovski (1857-1935), que publicou obras pioneiras no final do séc. XIX e início do séc. XX e introduziu o conceito de foguete multiestágios em 1929. Em 1903, Tsiolkovski publicou o artigo Exploração da expansão cósmica por meio de equipamento reativo (em russo: Исследование мировых пространств реактивными приборами), que se tornaria altamente influente e seria republicado sucessivas vezes nos anos seguintes. Nesse trabalho, ele demonstrou pela primeira vez que a exploração espacial é fisicamente possível e propôs a utilização da propulsão de foguete como meio para atingir e pesquisar as camadas superiores da atmosfera terrestre e, futuramente, para realizar viagens interplanetárias. Igualmente, ele sugeriu pela primeira vez que, para essas tarefas, seriam preferíveis foguetes de combustível líquido a foguetes de combustível sólido, e escreveu sobre a possibilidade de uma espaçonave que, como a Lua, orbitasse a Terra, mas em uma trajetória muito mais próxima, a uma altura pouco superior à da atmosfera. Trata-se possivelmente da primeira menção à ideia de um satélite artificial.
Como resultado principalmente dos investimentos sem precedente em educação e pesquisa desde as Revoluções Russas, a partir dos anos 1920 a União Soviética (URSS) viu surgirem suas primeiras associações de entusiastas e engenheiros para o estudo e a experimentação com foguetes e voo espacial, que na década seguinte efetivamente iniciariam o programa espacial do país. Discussões cientificas foram encorajadas pelo governo, tornando o país o primeiro a contar com um efetivo "debate técnico intelectual sobre tecnologias de voo espacial e foguetes". Aspectos práticos dessas tecnologias foram desenvolvidos em experimentos iniciais realizados pelo Grupo para o Estudo da Propulsão Reativa (GIRD), no qual trabalharam pioneiros como Friedrikh Tsander, Mikhail Tikhonravov e Sergei Koroliov, que mais tarde seriam reconhecidos como alguns dos mais destacados cientistas soviéticos. Koroliov, em particular, viria a ser considerado por muitos "o pai da astronáutica prática" e "um dos cientistas de foguetes mais influentes de todos os tempos". Em 18 de agosto de 1933 o GIRD lançou o primeiro foguete soviético movido a propelente líquido, chamado GIRD-09, e em 25 de novembro de 1933 foi a vez do primeiro foguete soviético a combustível híbrido, o GIRD-X.

### Desarticulação e recuperação no pós-guerra

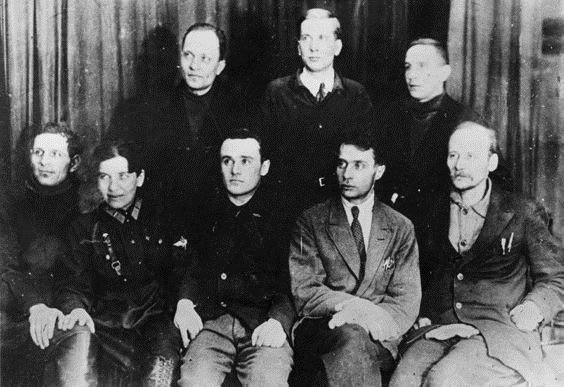
Membros do GIRD, incluindo Sergei Koroliov, Boris Tcheranovski e Fridrikh Tsander (1931).

Durante o Grande Expurgo, levado a cabo por Josef Stalin, parte dos cientistas e engenheiros envolvidos na pesquisa e desenvolvimento de tecnologias aerospaciais foi presa ou ostracizada. Embora em meados dos anos 1930 o país detivesse a liderança nesse novo campo tecnológico, juntamente com a Alemanha, os expurgos gradualmente desarticularam a inovação na área, e, já no início da guerra, a União Soviética encontrava-se atrasada em relação à Alemanha Nazista.
Apesar disso, nos anos seguintes outras instituições de pesquisa fomentadas pelo governo soviético alcançaram avanços significativos na tecnologia de propulsão a jato, e, no biênio 1940-1941, durante a primeira parte da Segunda Guerra Mundial, essas inovações levaram ao desenvolvimento e à produção em série do lançador múltiplo de foguetes Katiusha. Embora durante o conflito a URSS tenha investido pontualmente em tecnologias de foguetes, ainda em 1944 não existia verdadeiramente um interesse no desenvolvimento de mísseis balísticos para o esforço de guerra. Por outro lado, ao longo do conflito naturalmente surgiu um interesse no conhecimento das tecnologias alemãs, que vinham sendo desenvolvidas principalmente na cidade de Peemünde.
Sob o comando do general Walter Dornberger e tendo o major da Schutzstaffel (SS) Wernher von Braun como chefe de operações, a equipe de Peemünde havia criado uma das armas mais temidas do final conflito, o míssil balístico A4, também conhecido como V2. Na fase final da guerra todas as principais potências aliadas buscaram explorar os avanços das tecnologias militares alemãs, mas inicialmente o esforço soviético nesse sentido produziu resultados escassos, por ser de baixa prioridade e porque poucos materiais puderam ser recuperados intactos dos alemães.

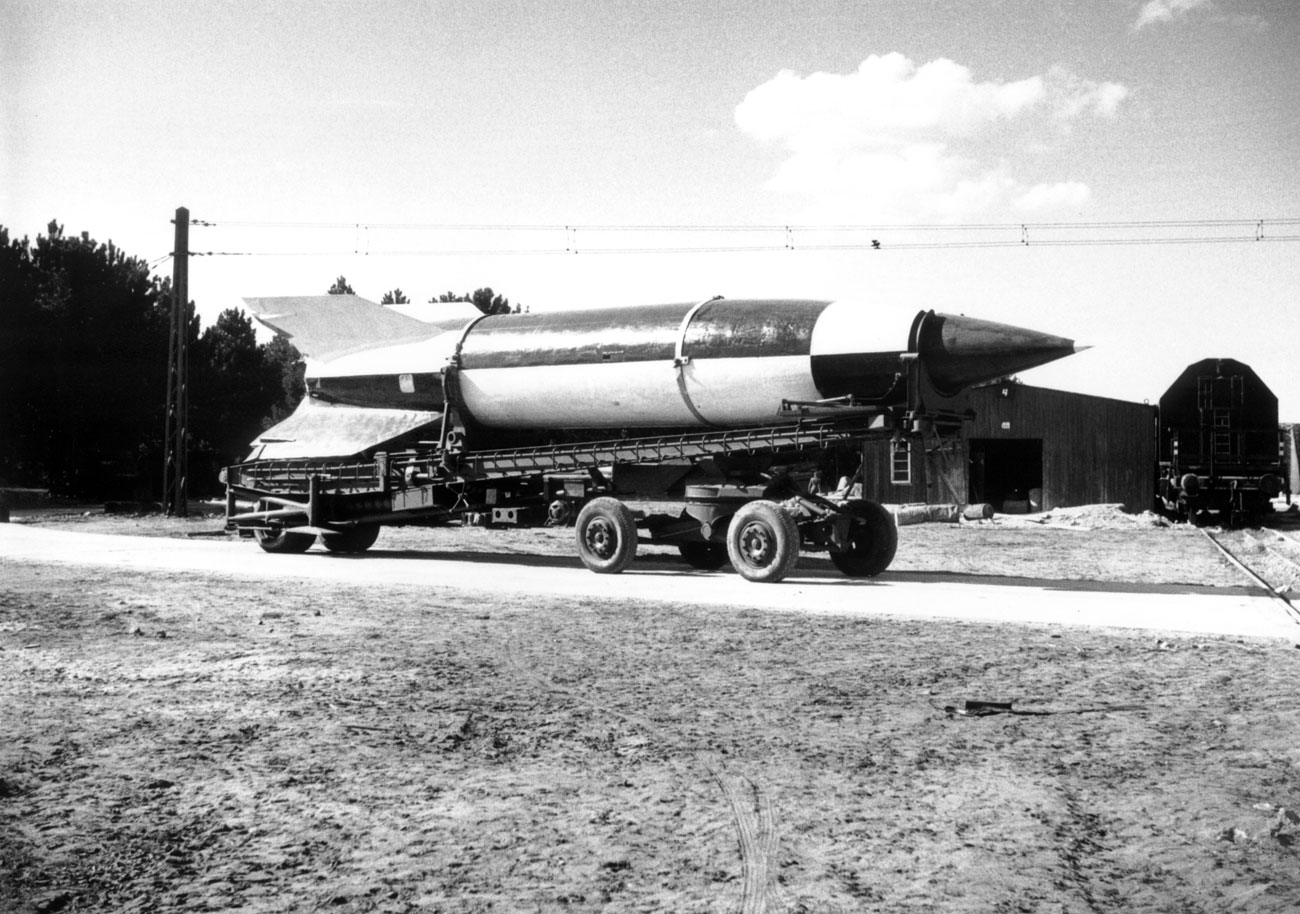
O temido míssil balístico A4 alemão deu novo impulso ao programa espacial soviético.

Em paralelo, Wernher von Braun antecipou-se à derrota alemã e passou a planejar sua rendição aos estadunidenses, transferindo parte das operações de produção de mísseis para Nordhausen, que tinha maior probabilidade de vir a ser ocupada por tropas desse país. Isso de fato ocorreu, e, como parte dos objetivos da Operação Paperclip, Von Braun e 525 cientistas que constituíam a elite do programa de mísseis nazi foram movidos secretamente para os Estados Unidos (EUA) e viriam a capitanear o programa espacial americano, juntamente com mais de mil outros cientistas alemães que seriam transferidos para os EUA até 1959, incluindo ex-líderes do Partido Nazista. Além desses cientistas, a captura de Nordhausen forneceu aos americanos extensiva documentação e pelo menos uma centena de mísseis alemães em diferentes fases de construção. A maior parte foi despachada para os Estados Unidos, e o que não podia ser transportado foi destruído antes da chegada das tropas soviéticas. Stalin comentou pessoalmente o episódio e considerou-o uma afronta dos Aliados Ocidentais aos esforços soviéticos na guerra.
Uma vez encerrado o conflito na Europa, missões soviéticas foram organizadas para investigar mais detalhadamente as instalações em Peemünde e Nordhausen, tarefa esta que teve pouco sucesso porque quase tudo havia sido destruído. Enfim, os soviéticos passaram investir pesadamente e a recrutar técnicos e engenheiros alemães, sobretudo por meio do recém-fundado Instituto Rabe. Embora os recrutados fossem em sua maior parte de escalão intermediário, os esforços soviéticos também lograram atrair especialistas que haviam decidido permanecer na Alemanha, como Helmut Gröttrup, assistente de Von Braun. O Instituto Rabe também atraiu numerosos especialistas soviéticos em engenharia aerospacial, dentre os quais Sergei Koroliov, que fora contratado e feito tenente-coronel do Exército Vermelho.

### Avanços tecnológicos nos anos 1950
Os esforços mostraram-se profícuos, e cerca de três anos depois os soviéticos haviam atingido um nível de desenvolvimento tecnológico pelo menos equivalente ao dos alemães durante a guerra, ao mesmo tempo inovando com estudos arrojados para satélites, veículos de lançamento e espaçonaves tripuladas. Os dois anos seguintes foram dedicados a desenvolver soluções técnicas para alguns desses potenciais objetivos, e, entre 1949 e 1953, o foco concentrou-se em avançar com a tecnologia dos mísseis soviéticos desenvolvidos a partir dos A4 alemães, tarefa esta desenvolvida principalmente sob os auspícios do centro de pesquisa NII-88. Com o advento da Guerra Fria, e na sequência do primeiro teste nuclear soviético, em 1949, muitos consideravam que foguetes, na forma de mísseis balísticos de longo alcance, seriam a tecnologia ideal para lançar bombas atômicas.
Durante o início dos anos 1950 os soviéticos alcançaram avanços extraordinários na engenharia de foguetes, distanciando-se completamente da tecnologia alemã que lhes servira na década anterior. Além de permitir ao país desenvolver o R-7, o primeiro míssil balístico intercontinental (MBI), em 1957, esses avanços tornaram possível concretizar aplicações imediatas de cunho não-militar há muito desejadas pelos cientistas soviéticos, como a exploração espacial. Adicionalmente, a morte de Stalin, em 1953, levou a mudanças significativas na cadeia de comando soviética e abriu espaço para decisões inovadoras. Essa dinâmica já vinha ocorrendo no âmbito de outras tecnologias, e, desde o começo dos anos 1950 os soviéticos vinham se destacando com projetos pioneiros para o uso civil da engenharia nuclear, resultando na primeira usina experimental para geração de energia nuclear. De maneira semelhante, por sugestão de "um pequeno punhado de engenheiros visionários" da equipe OKB-1 do NII-88, a URSS gradualmente viria a institucionalizar um projeto visando colocar um satélite artificial em órbita.

## Institucionalização
O engenheiro Mikhail Tikhonravov desenvolveu muito do trabalho científico de base que permitiu o desenvolvimento do míssil R-7, enquanto paralelamente trabalhava privadamente em diversas das questões técnicas necessárias ao lançamento de um satélite artificial. Pela época em que o desenvolvimento do R-7 avançara para estágios concretos, em 1953, seu time dedicava parte considerável de seu tempo à pesquisa sobre satélites, buscando identificar o tipo de satélite que poderia ser lançado da Terra com a versão inicial do R-7, os equipamentos que poderiam estar presentes nesse satélite, a maneira como satélites poderiam ser controlados e orientados, e os objetivos civis e militares poderiam ser cumpridos por meio do lançamento de satélites.
Por insistência do engenheiro Sergei Koroliov, o principal responsável pelo desenvolvimento do R-7, Tikhonravov buscou institucionalizar o trabalho de seu time com relação a satélites, apresentando a autoridades soviéticas notícias de jornais ocidentais mostrando os planos americanos para o lançamento de um satélite, e cálculos e esboços sugerindo que um tal objetivo se encontrava ao alcance da URSS, que seria capaz de colocar em órbita um satélite dez vezes mais pesado do que aquele planejado pelos EUA. Seus esforços levaram o governo soviético a aprovar, em 16 de setembro de 1953, um programa de pesquisa de dois anos, buscando avaliar a viabilidade de lançamento de satélites artificiais e aplicações militares para essa tecnologia.
Em paralelo, consciente de que o trabalho de Tikhonravov forneceria uma base científica sólida para uma proposta de colocação de um satélite em órbita, no início de 1954 Koroliov buscou arregimentar o máximo de apoio, sobretudo junto à Academia de Ciências da URSS, para que pudesse apresentar uma proposta concreta nesse sentido. Na sequência, em 7 de fevereiro, Koroliov reuniu-se com o Ministro da Indústria de Defesa, Dmitri Ustínov, a fim de tratar da ideia de um satélite, obtendo a promessa de que ele analisaria um pedido embasado em documentos técnicos. Koroliov então solicitou a Tikhonravov a elaboração de uma proposta formal de lançamento de um satélite.
Nos meses seguintes ambos os cientistas buscaram consolidar o apoio da comunidade científica e angariar o apoio dos militares para o projeto, e um rascunho do memorando elaborado por Tikhonravov foi revisto por membros da Academia de Ciências. O documento final, repleto de detalhes técnicos e expondo um panorama de projetos semelhantes que vinham sendo levados a cabo no exterior, sutilmente sugeria que o lançamento de um satélite orbital era uma etapa inevitável no desenvolvimento da tecnologia de foguetes para uso militar. Além de colocar um satélite em órbita, ele sugeria que o governo soviético apoiasse o projeto visando "desenvolver os recursos para lançar um ser humano em um voo suborbital" e para "recuperar cápsulas da órbita terrestre".
Os documentos foram enviados a quatro figuras-chave, dentre as quais o ministro Ustínov, acompanhado de uma carta de Koroliov. Cópias suas chegaram a Gueorgui Malenkov, então líder da URSS, que emitiu um decreto autorizando a criação de um modesto projeto de pesquisa e desenvolvimento, que foi levado a cabo por Koroliov e, indiretamente, por Tikhonravov, que permaneceu ligado a projetos relacionados a mísseis balísticos. Durante 1954 e 1955 esse projeto foi capaz de incrementar consideravelmente o planejamento técnico, incluindo propostas iniciais para ao menos três modelos de satélite.
Paralelamente, em 1955 cientistas estadunidenses e europeus propuseram a realização do Ano Internacional da Geofísica (AIG) entre julho de 1957 e dezembro de 1958, durante o pico do Ciclo Solar 19, e Dwight Eisenhower anunciou que os EUA lançariam um satélite artificial no curso desse evento, por meio do Projeto Vanguard. Devido ao clima político da época, rapidamente o assunto se tornaria uma questão de prestígio internacional e posicionamento estratégico. Poucos dias após o anúncio americano, Koroliov, com o apoio de Mikhail Khrunitchev e Vasili Riabikov, que Nikita Khrushchov havia encarregado da supervisionar todo assunto relacionado a mísseis estratégicos de longa distância, buscou utilizar esses novos desdobramentos no plano internacional para enfim fazer aprovar o projeto que vinha perseguindo havia muitos anos: o lançamento de um satélite artificial. Uma nova carta, assinada pelos três, foi entregue diretamente a Khruschov e a Nikolai Bulganin, então as principais autoridades do país, e teve efeito imediato. Em 18 de agosto de 1955 o Politburo do Partido Comunista da URSS emitiu um decreto sigiloso estabelecendo que fosse elaborado um projeto especificando os "passos necessários" à "criação de um satélite artificial da Terra" e mobilizando os recursos necessários a essa tarefa.

## Desenvolvimento
Como estabelecido pelo Politburo, nos meses seguintes Koroliov dedicou-se a elaborar um projeto formal enumerando objetivos, custos, volume de mão-de-obra, empreiteiras que poderiam ser utilizadas e um calendário detalhado. Numerosas reuniões foram levadas a cabo, com cientistas, militares e políticos, visando acertar detalhes e acomodar os interesses envolvidos. Uma vez apresentado o documento, em 30 de janeiro de 1956 o Politburo do Partido Comunista da URSS aprovou o início dos trabalhos para a construção e lançamento de um satélite artificial em 1957, identificado inicialmente como Objeto D-1. Este satélite teria uma massa de 1 a 1,4 mil quilogramas, e levaria duzentos a trezentos quilogramas de instrumentos científicos. Adicionalmente, ficou decidido que os militares doariam dois mísseis balísticos para o lançamento de satélites, visto que esses lançamentos lhes permitiriam testar os recursos operacionais dos mísseis.
A magnitude e especialização envolvida no trabalho implicaram sua divisão dentre um número de instituições. A Academia de Ciências da URSS ficou responsável pela liderança científica geral e pelo fornecimento de instrumentos de pesquisa; o Ministério da Indústria de Defesa e seu principal escritório de projetos, OKB-1, receberam a tarefa de construir o satélite; o Ministério da Indústria Radiotécnica desenvolveria o sistema de controle, os instrumentos técnicos, de rádio e de telemetria; o Ministério da Indústria da Construção Naval desenvolveria dispositivos de giroscópio; o Ministério da Construção de Máquinas desenvolveria meios de lançamento, reabastecimento e transporte; e o Ministério da Defesa ficou responsável por conduzir os lançamentos.
O trabalho preliminar de projeto foi concluído em julho de 1956, assim como a definição das tarefas científicas a serem realizadas pelo satélite após o lançamento. Isso incluiria medir a densidade da atmosfera e sua composição de íons, o vento solar, o campo magnético solar e os raios cósmicos solares, dados esses que seriam valiosos na criação de futuros satélites artificiais. Um sistema de estações terrestres deveria ser desenvolvido para coletar dados transmitidos pelo satélite, observar sua órbita e lhe transmitir comandos. Por causa do prazo limitado de que dispunham os cientistas, as observações foram planejadas por apenas sete a dez dias, e não se esperava que os cálculos de órbita fossem extremamente precisos.
No final de 1956 ficou claro que a complexidade e audácia do projeto significavam que o Objeto D-1 não poderia ser lançado a tempo, devido a atrasos nas entregas dos fornecedores, dificuldades na criação de instrumentos científicos e ao baixo impulso específico produzido pelos motores R-7 até então produzidos (304 segundos em vez dos planejados 309 a 310 segundos). Consequentemente, o governo reagendou o lançamento para abril de 1958 e o Objeto D-1 mais tarde voaria como Sputnik-3.
Temendo que os EUA lançassem um satélite antes da URSS, o OKB-1 sugeriu a criação e o lançamento de um satélite em abril-maio de 1957, antes do início do AIG, em julho de 1957. O novo satélite seria simples, leve (com cerca de cem quilogramas) e fácil de construir, dispensando o equipamento científico pesado e complexo em favor de instrumentos mais simples, notadamente um transmissor de rádio. Ao menos seis critérios orientaram o desenvolvimento desse novo projeto:
- o corpo do satélite teria uma forma esférica, que permitiria determinar a densidade atmosférica em seu caminho;
- o satélite seria equipado com um rádio que emitisse sinais em ao menos dois comprimentos de onda, com potência suficiente para serem sintonizados por amadores e permitirem obter dados sobre a propagação de ondas de rádio na atmosfera;
- o satélite seria de máxima simplicidade e confiabilidade, visando servir projetos futuros;
- as antenas seriam projetadas de modo a impedir que a intensidade dos sinais de rádio fosse afetada pela rotação do satélite;
- o satélite seria alimentado por baterias a bordo, com autonomia de duas a três semanas; e
- o satélite seria preso ao estágio central do foguete de uma maneira que evitasse, a todo custo, falha na separação.

Em 15 de fevereiro de 1957 o Conselho de Ministros da URSS aprovou este modelo simples de satélite, designado "Objeto PS". Esta versão permitia que o satélite fosse identificado visualmente por observadores terrestres, e podia transmitir sinais de rastreamento para estações receptoras terrestres. A decisão previa o lançamento de dois satélites, denominados respectivamente objetos PS-1 e PS-2, com dois foguetes R-7 modificados, com a condição de que esse projeto de foguete houvesse realizado pelo menos dois voos de teste bem-sucedidos.

### Veículo de lançamento
O foguete R-7 foi projetado pelo OKB-1, com Sergei Koroliov como seu projetista-chefe. Concebido inicialmente como um MBI, a decisão de construí-lo fora tomada pelo Comitê Central do Partido Comunista e pelo Conselho de Ministros da URSS em 20 de maio de 1954. O modelo R-7 também era conhecido por sua designação 8K71, que lhe fora atribuída pelo Diretorado Chefe das Forças de Foguetes soviética.
O primeiro lançamento de um foguete R-7 (identificado como 8K71 n.º 5L) ocorreu em 15 de maio de 1957. Um incêndio em um foguete auxiliar a combustível sólido principiou quase imediatamente após a decolagem, mas ele continuou a voar por 98 segundos após o lançamento, até que o foguete auxiliar desprendeu-se do primeiro estágio do foguete principal. O foguete viajou 6,3 mil quilômetros, caindo a cerca de 3,2 mil quilômetros do local de lançamento.
Três tentativas de lançar o segundo foguete (8K71 n.º 6) foram feitas de 10 a 11 de junho, mas um defeito de montagem em uma válvula de nitrogênio impediu o lançamento. O lançamento malsucedido do terceiro foguete R-7 (8K71 n.º 7) ocorreu em 12 de julho. Um curto-circuito elétrico do sistema de controle do foguete, causado por uma bateria, fez com que os quatro foguetes auxiliares se desprendessem do foguete principal 33 segundos após o lançamento. O R-7 obteve um apogeu de vinte mil metros.
O lançamento do quarto foguete (8K71 n.º 8), em 21 de agosto às 15h25min no horário de Moscou, foi bem-sucedido. O núcleo do foguete elevou uma ogiva fictícia até a altitude e a velocidade alvo, reentrou na atmosfera e se partiu a uma altitude de dez mil metros, depois de percorrer seis mil quilômetros. Em 27 de agosto a Agência de Notícias TASS emitiu uma declaração sobre o lançamento bem-sucedido de um MBI multiestágios e de longa distância. O lançamento do quinto foguete R-7 (8K71 n.º 9), em 7 de setembro, também foi bem-sucedido, mas a ogiva fictícia foi destruída na reentrada na atmosfera e, portanto, sugeriu que o foguete careceria de melhorias para cumprir completamente seu objetivo militar relacionado a ataques nucleares.
Os testes, contudo, mostraram que o foguete se encontrava pronto para o lançamento de um satélite. O foguete era o mais poderoso do mundo e fora projetado propositalmente com impulso excessivo, pois à época não se sabia com precisão quão pesada seria a carga útil da bomba de hidrogênio. Isso o tornava particularmente adequado para lançar um objeto em órbita. Apesar disso, mais uma vez Koroliov viu-se obrigado a manobrar, utilizando-se dos atrasos no uso militar do foguete para fazer aprovar seu uso no lançamento do satélite.
Em 14 de junho de 1956 Koroliov decidiu adaptar o foguete R-7 ao Objeto D1, que mais tarde seria substituído pelo muito mais leve Objeto PS-1. Em 22 de setembro um foguete R-7 modificado, chamado Sputnik e indexado como 8K71PS, chegou ao campo de testes. Começaram então os preparativos para o lançamento do PS-1. Comparado aos mísseis R-7 usados em teste militares, a massa do 8K71PS foi reduzida de 280 toneladas para 272 toneladas; seu comprimento com o PS-1 era de 29,167 metros e seu empuxo na decolagem era de 3,90 mega-newtons.

### Local de lançamento
Logo de início técnicos notaram que o Campo Estatal n.º 4 em Kapustin Iar, na Rússia, não daria conta do lançamento, e que, de todo modo, esse campo se encontrava demasiado próximo de estações de radar operadas pelos serviços de inteligência estadunidenses na Turquia. Uma comissão especial de reconhecimento foi formada, buscando identificar um novo local, que deveria ser distante de áreas habitadas mas relativamente próximo da rede ferroviária soviética, a fim de permitir o transporte de cargas; afastado das fronteiras soviéticas e no qual a espionagem por rivais seria dificultada; com clima que permitisse lançamentos ao longo da maior parte do ano; onde houvesse espaço para futura ampliação das instalações; onde fosse possível a construção de numerosas estações de rádio em ambos os lados da trajetória dos mísseis lançados; e, se possível, em uma latitude próxima da linha do equador.

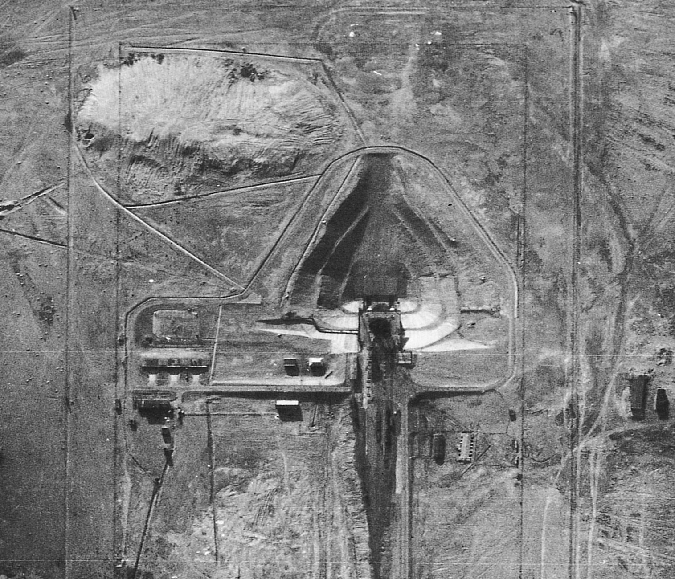
Fotografia feita pela CIA, por meio de uma aeronave U-2, da plataforma de lançamento em Tiuratam (1957).

Após a comissão realizar longos estudos e pré-selecionar três localidades, o Ministro da Defesa Gueorgui Júkov selecionou um sítio próximo a Tiuratam, na República Socialista Soviética Cazaque, para a construção de um campo de testes de foguetes, chamado 5.º Campo de Tiuratam e, à época, também "NIIP-5" e "GIK-5". A seleção foi aprovada pelo Conselho de Ministros da URSS em 12 de fevereiro de 1955, mas a estrutura inicial daquilo que viria a ser conhecido como Cosmódromo de Baikonur só seria concluída em 1958.

### Postos de observação
O PS-1 não foi projetado para ser controlado; isto é, uma vez lançado, os seus operadores não poderiam influenciar seu comportamento e apenas poderiam observa-lo. Os dados iniciais no local de lançamento seriam coletados por seis observatórios separados, e então telegrafados para o NII-4. Localizado em Bolshevo, nas imediações de Moscou, o NII-4 era um braço de pesquisa científica do Ministério da Defesa, dedicado ao desenvolvimento de mísseis. Os seis observatórios estavam agrupados em torno do local de lançamento, com o mais próximo a um quilômetro da plataforma de lançamento.
Um segundo complexo de observação foi estabelecido para rastrear o satélite após a sua separação do foguete. Chamado de Complexo de Comando-Medição, ele consistia do centro de coordenação do NII-4 e de sete estações distantes, situadas ao longo da linha da rota terrestre do satélite. As estações foram equipadas com radar, instrumentos óticos e sistemas de comunicação. Os dados das estações eram transmitidos por telégrafos para o NII-4, onde especialistas em balística calculavam parâmetros orbitais. Os observatórios usaram um sistema de medição de trajetória chamado "Tral", desenvolvido pela OKB-MEI (Instituto de Energia de Moscou), pelo qual eles recebiam e monitoravam dados dos transponders montados no corpo principal do foguete R-7. Os dados foram úteis mesmo após a separação do satélite do segundo estágio do foguete; a localização do Sputnik-1 podia ser calculada a partir da localização do segundo estágio, que o seguiu a uma distância conhecida.

### Construção do satélite
O principal construtor do Sputnik-1 foi Mikhail S. Khomiakov, e seus testes foram realizados sob a liderança de Oleg G. Ivanovski, ambos do OKB-1. O satélite tinha a forma de uma esfera de 580 milímetros de diâmetro, montada a partir de dois hemisférios hermeticamente selados e conectados por 36 parafusos. Sua massa era de 83,6 quilogramas. Os hemisférios tinham dois milímetros de espessura e eram cobertos por um escudo térmico de 1 mm de espessura feito de uma liga de alumínio-magnésio-titânio, AMG6T, altamente polida. O satélite carregava dois pares de antenas projetadas pelo Laboratório de Antenas da OKB-1, liderado por Mikhail V. Kraiushkin, com um ângulo de setenta graus em relação umas às outras. Cada par era composto de antenas 2,4 e 3,9 metros de comprimento.

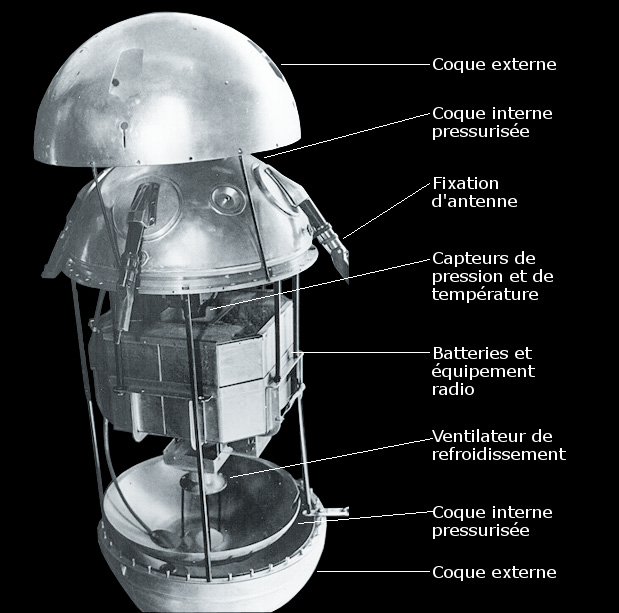
Constituição do Sputnik-1. De cima para baixo: coifa externa; coifa interna pressurizada; fixação de antena; sensores de pressão e temperatura; baterias e equipamentos de rádio; ventilador de resfriamento; coifa interna pressurizada; coifa externa.

Sua fonte de alimentação consistia de três baterias de prata-zinco desenvolvidas no Instituto de Pesquisa de Fontes de Energia, sob a liderança de Nikolai S. Lidorenko. Duas dessas baterias alimentaram o transmissor de rádio e uma alimentou o sistema de regulação de temperatura. As baterias tinham uma vida útil esperada de duas semanas, mas de fato funcionaram por 22 dias. A fonte de alimentação foi ligada automaticamente no momento da separação do satélite do segundo estágio do foguete.
O satélite tinha uma unidade transmissora de rádio de um watt, desenvolvida por Viacheslav Lappo do Instituto de Pesquisa Eletrônica de Moscou, que trabalhava em duas frequências, 20 005 e 40 002 mega-hertz, correspondentes aos comprimentos de onda de aproximadamente quinze e 7,5 metros. Os sinais na primeira frequência foram transmitidos em pulsos de 0,3 segundos, seguidos por pausas da mesma duração e então pulsos na segunda frequência.
Além de permitir monitorar o satélite, seus sinais de rádio foram usados para coletar informações sobre a densidade de elétrons na ionosfera, e sobre a temperatura e a pressão atmosféricas locais. Um sistema de regulação de temperatura continha um ventilador, um interruptor térmico duplo e um interruptor térmico de controle. Quando a temperatura dentro do satélite excedesse 36 graus celsius, o ventilador era ligado; quando caia abaixo de vinte graus o ventilador era desligado pelo interruptor térmico duplo. Quando a temperatura excedesse cinquenta ou caísse abaixo de zero graus, outro interruptor térmico de controle era ativado, alterando a duração dos pulsos do sinal de rádio.
O Sputnik-1 foi preenchido com nitrogênio seco pressurizado a 1,3 atmosferas. Seu interruptor barométrico, que seria ativado quando a pressão dentro do satélite caísse abaixo de 130 quilo-pascais, indicaria falha de pressão ou punção por meteoroide, e alteraria a duração do impulso do sinal de rádio. Enquanto preso ao foguete, o satélite era protegido por uma coifa em forma de cone, com uma altura de oitenta centímetros. A coifa foi projetada para separar-se do Sputnik e do segundo estágio do R-7 ao mesmo tempo em que o satélite fosse ejetado.

## Lançamento
Em 4 de outubro de 1957, logo após a meia-noite, horário local, a estepe deserta perto de Tiuratam, no centro do Cazaquistão, acendeu-se quando os motores de foguetes de um MBI convertido avançaram para o céu noturno. Após 324,5 segundos de voo, um mecanismo de ar comprimido separou uma pequena carga útil do foguete, enviando-a em uma trajetória elíptica ao redor do nosso planeta. Essa foi a aurora da era espacial. A antiga União Soviética havia colocado com sucesso em órbita o primeiro objeto feito pelo homem. O Sputnik-1, como todos vieram a conhecer o primeiro satélite artificial da Terra, não foi apenas uma conquista científica e técnica importante, mas também um marco histórico importante que sinalizou o início da exploração do espaço pelo homem e moldou muitos eventos sociais e políticos durante o restante do século XX.

Sputnik and Amateur Radio, 2007.
O foguete Sputnik foi lançado em 4 de outubro de 1957 às 19h28min UTC (5 de outubro no local de lançamento), do Local n.º 1 do Campo de Tiuratam. Seu sistema de controle foi ajustado para uma órbita de 223 por 1,45 mil quilômetros, com um período orbital de 101,5 minutos. A trajetória fora calculada por Gueorgui Gretchko, usando o computador mainframe da Academia de Ciências da URSS.
A telemetria indicou que os foguetes auxiliares separaram-se 116 segundos após a partida, e o motor do estágio principal desligou-se aos 295,4 segundos. No desligamento, o estágio principal, de 7,5 toneladas com o satélite conectado, alcançou uma altitude de 223 quilômetros acima do nível do mar e uma inclinação do vetor de velocidade, em relação ao horizonte local, de zero grau e 24 minutos. Isso resultou em uma órbita inicial de 223 por 950 quilômetros, com um apoastro aproximadamente quinhentos quilômetros mais baixo do que o pretendido, e uma inclinação de 65,1 graus e um período de 96,2 minutos. Sua velocidade era 28,8 mil quilômetros por hora, até então a maior velocidade jamais alcançada por um objeto construído pelo homem.
Um regulador de combustível falhou cerca de dezesseis segundos após o lançamento, o que resultou em consumo excessivo de RP-1 durante a maior parte do voo com motor e em um impulso do motor quatro por cento acima do nominal. O corte do estágio central foi planejado para os 296 segundos, mas a depleção prematura do combustível causou a terminação do impulso um segundo antes, quando um sensor detectou velocidade excessiva da turbina RP-1 vazia. Restavam 375 quilogramas de oxigênio líquido no ponto de corte.
Precisamente 19,9 segundos após o desligamento do motor, o PS-1 se separou do segundo estágio e o transmissor do satélite foi ativado. Estes sinais foram detectados na estação IP-1 pelo engenheiro V. G. Borisov, e a recepção dos bipes emitidos pelo Sputnik-1 confirmou a sua implantação bem-sucedida. A recepção durou dois minutos, até o PS-1 mergulhar no horizonte. O sistema de telemetria Tral, no estágio principal do R-7, continuou a transmitir e foi detectado em sua segunda órbita.

## Monitoramento e recepção do sinal de rádio
Além do monitoramento do satélite, por meio de rádio, o rastreamento do foguete foi projetado para ser realizado por meio de cobertura visual e detecção por radar. Os lançamentos de teste do R-7 haviam demonstrado que câmeras de rastreamento funcionariam corretamente até uma altitude de duzentos quilômetros, mas que o radar poderia localiza-lo por quase quinhentos quilômetros.
Os projetistas, engenheiros e técnicos que desenvolveram o foguete e o satélite assistiram presencialmente ao seu lançamento, e na sequência foram até uma estação móvel de rádio, montada em um automóvel, para ouvir os sinais do satélite, que chegavam da Península de Kamtchatka mas logo desapareceram. Eles esperaram cerca de noventa minutos, até que o sinal ressurgiu do sudoeste, confirmando que o satélite completara uma órbita e continuava transmitindo; então, Koroliov telefonou ao premiê soviético Nikita Khrushchov, asseverando o sucesso do lançamento. Mais tarde a Agência TASS transmitiu um comunicado internacional dizendo que "como resultado de um grande e intenso trabalho de institutos científicos e agências de projetos", fora construído, lançado e posto em orbita o primeiro "satélite artificial da Terra".
O estágio principal do R-7, com massa de 7,5 toneladas e comprimento de 26 metros, também entrou em órbita. Painéis reflexivos haviam sido instalados nele, a fim de aumentar sua visibilidade e facilitar seu rastreamento, e isso lhe conferiu brilho aparente de primeira magnitude e permitiu que ele fosse visualizado à noite. Além disso, ele foi localizado e rastreado pelos britânicos usando o telescópio Lovell no Observatório Jodrell Bank, o único telescópio do mundo capaz de fazê-lo por radar.
O satélite, uma pequena esfera polida, tinha brilho aparente de sexta magnitude, e, portanto, quase não era visível. Contudo, as frequências em que o Sputnik-1 emitia ondas de rádio não apenas permitiam o seu recebimento por equipamentos amadores existentes à época, mas também permitiam aos operadores sintonizarem facilmente as suas faixas de frequência. Em consonância, o governo soviético manifestou-se publicamente, convidando a todos a gravarem em fita o sinal transmitido pelo satélite.
Consequentemente, além da União Soviética, os sinais do Sputnik-1 foram rastreados por estações de rádio e operadores de radioamador de todo o mundo. Em sua segunda órbita, seus sinais foram captados por uma estação de monitoramento da BBC ao sul de Londres, no que foi o primeiro registro de captação do satélite fora da URSS. Quase ao mesmo tempo, instalações militares americanas na Alemanha Ocidental captaram e gravaram os sinais do satélite, e em 5 de outubro um laboratório militar capturou gravações do Sputnik-1 durante quatro travessias sobre o território dos Estados Unidos.
Quando do lançamento do Sputnik-1, o governo americano vinha organizando uma rede de cientistas e amadores para que testemunhasse o lançamento daquele que acreditavam seria o primeiro satélite a ser lançado, o Vanguard. Essa rede, reunida e coordenada pela Operação Moonwatch, contava com equipes de observadores visuais em 150 estações nos Estados Unidos e em outros países. Ao ser notificado do lançamento do satélite soviético, o governo estadunidense redirecionou Moonwatch para que o identificasse no espaço. Contudo, o satélite era de difícil visibilidade, e as preocupações com a sua presença sobre o território dos EUA foram agravadas pela incapacidade do governo em identificar adequadamente a sua trajetória nos primeiros dias após o seu lançamento. Embora os preparativos para o AIG houvessem levado à criação do Sistema Minitrack, ele operava na frequência de rastreamento de 108 mega-hertz e não podia rastrear o Sputnik-1. Assim, o governo estadunidense apelou para a comunidade de entusiastas radioamadores do país, para que fornecesse dados que permitissem rastrear o satélite enquanto as estações Minitrack eram reconfiguradas. Mais tarde o Sputnik seria fotografado pelo Observatório Newbrook, do Canadá, e um filme mostrando-o cruzando o céu antes do amanhecer seria capturado em Baltimore, em 12 de outubro.

## Missão científica e destino

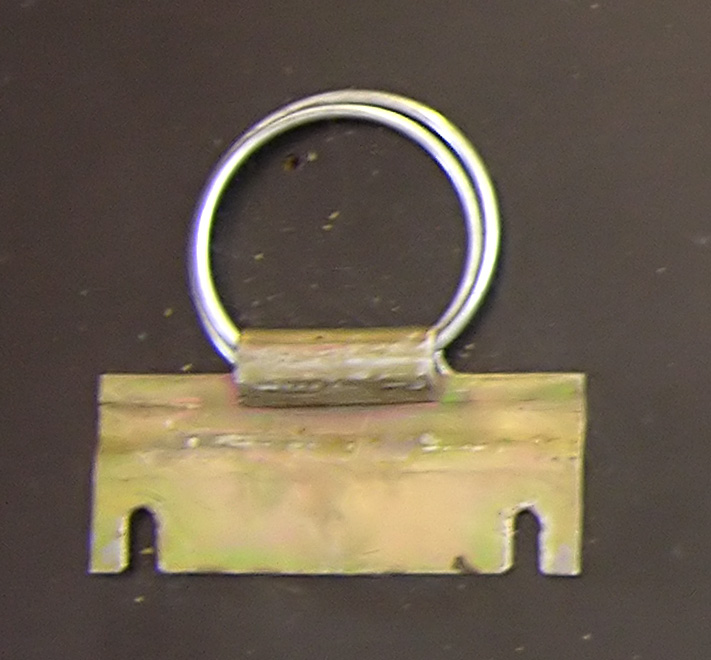
Chave de armamento do Sputnik-1, a única peça restante do satélite. Museu Nacional do Ar e Espaço, EUA.

Os principais objetivos científicos do Sputnik-1 eram testar o método de colocação de um satélite artificial na órbita terrestre de forma a avançar com os demais objetivos civis e exploratórios do programa espacial soviético; coletar dados sobre a densidade da atmosfera, por meio de análises da vida útil do satélite em órbita; determinar os efeitos da propagação das ondas de rádio na atmosfera; testar métodos visuais e de rádio para o monitoramento de objetos em órbita; e verificar os princípios de pressurização usados no satélite.
Em particular, o sucesso da experiência com o Sputnik-1 permitiu diversas melhorias durante o lançamento do Sputnik-2 e da cadela Laika, no dia 3 de novembro do mesmo ano. O satélite adquiriu dados referentes à densidade das camadas superiores da atmosfera e à propagação de sinais de rádio, incluindo informações sobre a densidade de elétrons na ionosfera e a temperatura e pressão atmosféricas locais. Como o satélite fora preenchido com nitrogênio sob pressão, ele também permitiu pela primeira vez a detecção de meteoróides ao longo de sua trajetória, uma vez que perdas na pressão interna devido à penetração desses objetos em sua superfície seriam mostradas nas leituras de temperatura.
O Sputnik-1 emitiu sinais de rádio por três semanas, até o fim da vida útil de suas baterias químicas em 26 de outubro de 1957. Embora ele estivesse inativo, sua órbita e comportamento continuaram a ser monitorados visualmente. Exatamente 92 dias após o seu lançamento, 1 440 órbitas completas da Terra e uma distância percorrida em cerca de setenta milhões de quilômetros, o satélite desintegrou-se ao adentrar as camadas mais espessas da atmosfera da Terra, em 4 de janeiro de 1958. O estágio central do foguete R-7 permanecera em órbita por dois meses, até 2 de dezembro de 1957.

## Denominação
Em idioma russo a palavra "Sputnik" significa "satélite" ou, mais liricamente, "companheiro viajante". Durante suas fases de planejamento e lançamento, o satélite foi referido internamente como PS-1 (em russo: ПС-1), sigla para Satélite Elementar-1 (em russo: Простейший Спутник-1). Mais tarde ele seria anunciado publicamente com um nome sobretudo descritivo, Искусственный спутник Земли (romanizado Iskusstvenni Sputnik Zemli), que pode ser traduzido como "Satélite Artificial da Terra" e "Companheiro Viajante Artificial da Terra". Na sequência esse nome daria lugar à versão mais curta "Sputnik Zemli" (Satélite da Terra ou Companheiro Viajante da Terra) e, sobretudo fora da URSS, simplesmente Sputnik-1. Na Rússia ele também continua a ser chamado "Primeiro Satélite Artificial Soviético da Terra". Seu nome foi oficialmente incorporado à língua portuguesa com a forma "Esputinique", constante do Vocabulário Ortográfico da Língua Portuguesa.

## Repercussão

### Repercussão geral
O lançamento do Sputnik-1 foi recebido com grande surpresa e galvanizou o interesse de governos e populações ao redor do globo. Ele tem sido descrito como uma façanha técnico-científica de primeira grandeza, o primeiro passo para a conquista do espaço sideral e um novo capítulo na "conquista do ambiente pelo homem". Na sequência de seu lançamento ele foi comparado à descoberta da América por Cristóvão Colombo, e continua a ser considerado uma conquista histórica.
O primeiro artefato a ter sido colocado em órbita ao redor de um corpo celeste, seu sucesso resultou de inovações consideráveis, sobretudo quanto à precisão e a capacidade de carga dos foguetes soviéticos. À época os EUA acreditavam ser o país mais próximo de colocar um satélite em órbita, e a massa e o tamanho do satélite soviético eram impensáveis no âmbito do programa espacial estadunidense contemporâneo. O projeto de satélite que vinha sendo desenvolvido pelos americanos se encontrava distante do que seria construído pelos soviéticos, considerado "enorme" em comparação. À época, lançar e colocar em órbita "um objeto do tamanho de um refrigerador" era um feito com o qual os EUA "apenas podiam sonhar", e de fato o satélite que vinha sendo planejado pelo país media apenas três polegadas e pesava cerca de 1,5 quilogramas.
Por ter constituído um feito cientifico de proporções particularmente impressionantes, o principal efeito imediato do lançamento do Sputnik-1 foi uma alteração da visão ocidental a respeito do que ocorria a leste da Cortina de Ferro. Até então vista como uma nação atrasada e rural, de risco moderado ao regime implementado no ocidente, a União Soviética passou a ser vista como uma potência militar competente e um rival à altura daquele que surgira como a principal potência mundial após o fim da Segunda Guerra Mundial, os EUA. A partir de então os soviéticos, graças ao seu pioneirismo espacial, e sobretudo quanto a ele, passaram a ser vistos com admiração e temor ao redor do planeta, inclusive em países que haviam rompido politicamente com a URSS.
Em uma época em que o sentimento anticomunista já vinha sendo fortemente encorajado nos países de influência norte-americana, reforçar o suposto caráter expansivo e belicoso do comunismo tornou-se uma prioridade. Assim, nesses países frequentemente o público foi incorretamente informado a respeito do satélite e suas implicações, e notícias destacando a contribuição soviética para a ciência foram apresentadas juntamente com análises e comentários reforçando que os soviéticos haviam superado tecnologicamente os EUA, que o Sputnik seria utilizado politicamente pelo governo soviético e que todo o mundo se encontrava exposto a ataques com projéteis soviéticos. Do ponto de vista dos governos, a médio e longo prazo o lançamento do Sputnik-1 levou a uma série de consequências práticas em todo o mundo, mas sobretudo na própria URSS e nos EUA, sendo a mais visível delas a Corrida Espacial e um acirramento da Guerra Fria.

### Particularidades na URSS
Ironicamente, no início o lançamento do Sputnik-1 recebeu uma resposta discreta por parte do governo da União Soviética. Os soviéticos até então haviam se comportado de maneira particularmente discreta a respeito de suas realizações anteriores em foguetes, temendo que comunica-las ao público levaria à revelação de segredos estratégicos e de falhas que seriam explorados por seus rivais. Seguindo a mesma lógica, inicialmente o lançamento do satélite não foi usado politicamente pelo governo.
Relatos da época e documentos revelados posteriormente demonstram que a liderança soviética inicialmente compreendeu insuficientemente o valor do lançamento do Sputnik-1, e que de fato seu lançamento deveu menos a intenções políticas e militares do que ao empenho de cientistas altamente comprometidos com o ideal da exploração espacial, notadamente Sergei Koroliov. Um relato da época menciona que, quando informado do sucesso do lançamento do Sputnik-1, Nikita Khrushchov, que fora despertado com o telefonema, voltou a dormir tranquilamente, indiferente às implicações desse feito.

Contudo, rapidamente a URSS veio a reconhecer o potencial do lançamento, na esteira da agitação causada em outros países, e passou a explorá-lo em sua propaganda. Em um contexto em que o país buscava responder à propaganda depreciativa difundida ativamente no Ocidente e afirmar-se diante da comunidade internacional, a propaganda do governo soviético veio a enfatizar o orgulho pela conquista e argumentar fundamentalmente que, enquanto o mundo capitalista dizia que o comunismo não funcionava e estava relegado ao atraso tecnológico, o Sputnik-1 provara o contrário. Esse mesmo argumento seria incorporado por outras nações comunistas que haviam rompido com o regime de Moscou, como a Iugoslávia.

Quando o satélite foi lançado, me telefonaram dizendo que o foguete havia tomado o rumo certo e que o satélite já girava em torno da Terra. Parabenizei todo o grupo de engenheiros e técnicos por essa conquista extraordinária, e, calmamente, voltei para a cama.

Nikita Khrushchov.
Assim, o jornal Pravda passou a destacar o feito em sua capa, mostrando congratulações de governos estrangeiros e afirmando que a URSS batera os EUA na corrida pela conquista do espaço. Com frequência a propaganda soviética exagerou consideravelmente nas proporções e implicações do seu feito, afirmando que se tratava da "maior vitória da ciência humana" até então e "o resultado máximo da engenhosidade humana". A confiança expressa pelo governo soviético foi tamanha que rapidamente foi anunciado o desejo de construção de uma estação espacial, e planos para o envio de animais ao espaço e de um foguete à Lua. Ambos os planos de fato se concretizariam nos próximos anos, com o Sputnik-2 e com a sonda Luna-1. Planos como a estação espacial tripulada levariam muito mais tempo para serem desenvolvidos, ao passo que outros, como uma base lunar automática, viagens de civis até o planeta Marte e espaçonaves em forma de discos voadores, jamais se concretizariam e talvez tenham sido apenas parte da propaganda governamental.
Dentro dessa mesma lógica, a imprensa soviética ressaltou a crise que se instalara no governo estadunidense devido ao clima de "histeria" no país. O premiê Khruschov buscou explorar pessoalmente as vantagens advindas da conquista, por meio da atenção e publicidade internacional que a acompanharam, e comentou com humor a situação que se instalara nos EUA na sequência do Sputnik. Como resposta às incômodas demonstrações americanas do poderio de seus bombardeiros estratégicos, Khruschov afirmou que a tecnologia bélica americana, amplamente dependente dessas aeronaves, rapidamente se tornaria obsoleta diante das inovações soviéticas, e que para tanto bastaria ao seu país substituir a carga transportada por seus mísseis balísticos intercontinentais. Khruschov também pressionaria Koroliov para lançar um novo satélite como comemoração do quadragésimo aniversário da Revolução de Outubro, e que veio a se concretizar com o PS-2, comumente conhecido como Sputnik-2.
A constatação do valor do programa espacial soviético evidentemente levou a mais investimentos no setor, mas também a um maior reconhecimento da importância do papel desempenhado por Sergei Koroliov no programa e em seus frutos. Por medo de que ele viesse a ser assassinado por potências estrangeiras, sua identidade permaneceria segredo de estado até depois de sua morte prematura, em 1966, durante o governo de Leonid Brejnev. De maneira semelhante, o governo soviético buscou ativamente proteger os segredos tecnológicos envolvidos no lançamento do Sputnik, sobretudo quanto ao foguete que o alçara à órbita. Isso envolveu o emprego de ações de desinformação, na forma da divulgação de dados incorretos a respeito da tecnologia utilizada. Essa estratégia se mostrou eficaz, e de fato o projeto do foguete R-7 permaneceu em segredo até o final dos anos 1960.

### Particularidades nos EUA
Inicialmente o governo estadunidense buscou não demonstrar surpresa com o Sputnik-1, e minimizar o episódio com uma resposta discreta e quase desdenhosa. Eisenhower expressou publicamente satisfação com o fato que a URSS testaria o estatuto jurídico ainda incerto dos sobrevoos orbitais de satélites, e, de fato, os EUA haviam criado o Projeto Vanguard e o objetivo de lançamento de um satélite durante o AIG justamente a fim de estabelecer o precedente para uma "liberdade do espaço" que permitisse o lançamento de satélites de espionagem.
Contudo, a afirmação de que o lançamento do Sputnik não surpreendera visava apenas manter as aparências. De fato nas décadas anteriores o governo dos EUA havia recebido diversos sinais de que a URSS poderia vir a pôr um satélite em órbita: em novembro de 1953 o presidente da Academia de Ciências da URSS, Alexander Nesmeianov, mencionara publicamente que "a ciência" havia avançado a ponto de permitir planejar enviar foguetes à Lua e criar um satélite artificial da Terra; dois dias após o anúncio americano de que planejava lançar um satélite durante o AIG, Leonid Sedov informara os cientistas presentes em uma conferência internacional que seu país planejava lançar um satélite em menos de dois anos; em setembro de 1956, em uma conferência preparatória do AIG, outro membro da Academia informara que a URSS lançaria um satélite durante o AIG e listara os objetivos de sua missão; em maio, junho, julho e agosto de 1957 o governo soviéticos distribuiu dentre a comunidade de radioamadores um projeto para a construção de radiorreceptores amadores, para "escutar uma Lua artificial, que transmitirá nos comprimentos de onda de 7,5 e 15 m"; em junho de 1957 Nesmeianov anunciara à imprensa soviética que um satélite seria lançado nos meses seguintes e o comitê do AIG fora informado que o satélite soviético se encontrava pronto; e, por fim, em agosto de 1957 a URSS confirmara ter testado com sucesso seus mísseis R-7. Contudo, esses indicativos foram amplamente ignorados, pois o governo americano recusava-se a crer que a URSS possuísse tal tecnologia. Washington apenas viria a aceitar que, de fato, a URSS possuía um míssil balístico intercontinental em operação e lançara um satélite, após receber provas convincentes do Observatório Jodrell Bank.
A frieza da reação do governo Eisenhower subestimou grandemente a percepção de seus aliados estrangeiros. Um relatório da Casa Branca, de pouco tempo depois do lançamento do Sputnik-1, indicou com clareza que a reivindicação soviética de superioridade científica e tecnológica sobre o Ocidente e especialmente os EUA ganhara "muito mais ampla aceitação"; que a "credibilidade da propaganda soviética" fora "grandemente elevada"; que prevalecia a percepção de que o prestígio estadunidense sofrera "um grande golpe"; que existia a clara preocupação dentre os aliados americanos de que a supremacia militar movera-se ou estava prestes a mover-se "em favor da URSS"; e que os medos dos "países amigos" eram exacerbados pelo comportamento do governo estadunidense, "tão acentuadamente marcado por preocupação, desconforto e intenso interesse".
Igualmente, as tentativas do governo americano de minimizar o feito soviético e demonstrar distanciamento emocional contrastaram fortemente com a admiração e espanto com que o feito soviético foi recebido pelo povo e pela mídia estadunidenses, e tiveram pouco efeito em reduzir a apreensão que tomava conta do debate público. Grandes veículos de comunicação, como as revistas Newsweek e Time, viram imediatamente no Sputnik uma "impressionante façanha científica", mas também "um evento sinistro" para os EUA, no contexto da Guerra Fria. A revista Life referiu-se ao Sputnik como "o feito que sacudiu a Terra", notando que ele havia "chocado" os americanos. Diversas outras publicações compararam o lançamento do Sputnik-1 ao ataque japonês a Pearl Harbor no final de 1941. Apesar de indicações de que a URSS havia planejado lançar um satélite em breve, e de estimativas de que o primeiro satélite estadunidense somente estaria pronto para ser lançado após o início de 1958, o governo americano havia deixado claro para a população, por meio de suas ações de propaganda, que seria o primeiro a colocar um satélite em órbita. Além disso, a retórica estadunidense historicamente afirmara a superioridade militar a tecnológica do país em relação ao restante do mundo, e, naturalmente, o povo e a mídia americanos interrogavam-se sobre os motivos que haviam levado o país a ser batido na corrida pelo espaço.
Ao menos parte do problema concentrava-se na percepção, amplamente arraigada dentre o governo e o povo americano, de sua superioridade e da inferioridade tecnológica da URSS. O presidente estadunidense Harry Truman famosamente referia-se aos russos como "aqueles asiáticos" e em uma ocasião perguntou-se publicamente "sabe quando a Rússia construirá uma bomba [atômica]? Nunca". Mais tarde, difundiu-se nos EUA a piada segundo a qual a URSS jamais poderia transportar até os EUA uma bomba atômica em uma mala de viagem, porque "para isso eles precisariam possuir uma boa mala de viagem". Destruída mais do que qualquer outro país durante a Segunda Guerra Mundial, a URSS enfrentava colossais desafios em termos de moradia, alimentação e outras necessidades básicas, e o lançamento do Sputnik-1 efetivamente apresentou-se como uma surpresa para os americanos, que perguntavam-se como podiam ter sido superados justamente pelos russos. Ulteriormente um político do alto escalão relembraria que o lançamento do satélite soviético "acertara" os EUA "como um tijolo através de uma janela de vidro, despedaçando a ilusão americana de superioridade tecnológica em relação à União Soviética".
Embora o governo estadunidense estivesse confiante que Sputnik-1 em si não oferecia riscos diretos para os EUA, tanto o governo quanto o povo americano estavam cientes das implicações militares tornadas concretas pelo lançamento do satélite. O peso do Sputnik-1 significava que os soviéticos haviam desenvolvido um míssil mais poderoso do que qualquer dos foguetes testados nos EUA e corroborava que de fato os soviéticos possuíam um míssil balístico intercontinental em operação capaz de levar bombas atômicas; o fato de os soviéticos colocarem o Sputnik em uma órbita precisa significava que a URSS havia resolvido uma série de problemas quanto à tecnologia de direcionamento e navegação de mísseis, que eram fundamentais para que se pudesse atingir alvos precisos em território estadunidense; o satélite poderia ser o precursor de uma série de equipamentos que vigiariam os EUA com grande precisão. O problema, portanto, era sobretudo o foguete que colocara o Sputnik-1 em órbita, e nem tanto o satélite em si.
A sequência de eventos desencadeada pelo foguete praticamente paralisou o governo estadunidense. Embora parte dos especialistas considerasse que a reação do público americano era pior do que a própria notícia do lançamento do satélite pelos soviéticos, secretamente Dwight Eisenhower enfureceu-se com o desgaste gerado pelo caso e viu sua popularidade despencar. O episódio viria a ser batizado "Crise do Sputnik", e, em referência ao clima próximo do pânico que se instalou, mais tarde Eisenhower diria que "a luz" do lançamento do Sputnik-1 fora "cegante". Nos dois meses seguintes a crise se exacerbaria ainda mais com o lançamento soviético do Sputnik-2, cuja massa era aproximadamente cinco vezes maior e que carregava um animal vivo; e com o fracasso televisionado da tentativa de lançamento do Vanguard TV-3, assistido por milhões de americanos em 6 de dezembro de 1957.
Aliado ao Reino Unido, a reação americana a essa crise se concentrou em duas frentes, científica e política, e teve implicações profundas e de longo prazo que, na historiografia americana, desde a sua época adquiriram contornos claramente definidos pelo excepcionalismo americano, isto é, foram apresentadas de maneira a dar ênfase às características extraordinárias dos EUA e à sua capacidade de triunfar diante de adversidades e rivais. Dentre os eventos reputados como consequências diretas da Crise do Sputnik, podem ser destacados o tratamento prioritário dado ao Projeto Explorer, que viria a lançar o primeiro satélite americano no final de janeiro de 1958; a criação da Agência de Projetos de Pesquisa Avançada em fevereiro de 1958, responsável por projetos tecnológicos com finalidades militares, inicialmente sobretudo no setor aerospacial; a reformulação da NACA, que a partir de 29 de julho de 1958 passou a constituir a NASA; um aprofundamento da revisão do sistema educacional americano, julgado inadequado em comparação com o soviético, e um aumento dos gastos do governo dos EUA em pesquisa e educação em física, química, matemática, biologia e ciências da terra, incluindo programas de ensino de ciências desde os primeiros anos de escola.

## Legado científico e cultural
As consequências científicas do lançamento do Sputnik-1 são amplas e continuam a ser sentidas no século XXI. Por ter sido a "fagulha" que precipitou o desenvolvimento da comunicação por satélites, tecnologias contemporâneas como o Google Earth, sistemas de navegação por satélite, a internet e sistemas de teleconferência estão entre os elementos mais conhecidos e visíveis desse legado, e todo satélite artificial pode ser considerado um descendente direto do Sputnik-1.
No outro extremo de seu legado estão contribuições menos notórias mas mais imediatamente dependentes dele, como o levantamento de informações até então indisponíveis sobre a composição, temperatura, pressão e presença de meteoros na atmosfera, e ainda o fato de que, devido aos seus instrumentos, o Sputnik-1 foi também o primeiro experimento científico em órbita. Semelhantemente, por meio de seu sistema de controle de pulsos de rádio, que permitia transmitir informações sobre as condições locais, seus operadores realizaram as primeiras tentativas de telemetria no espaço.
O Sputnik-1 também deu o pontapé inicial no desenvolvimento da indústria espacial soviética, cuja estrutura diferia consideravelmente de suas contra-partes ocidentais, pela diversidade e complementariedade de suas instituições de pesquisa e desenvolvimento, mas também por se concentrar exclusivamente no setor espacial, em detrimento do setor aéreo. Por esse motivo, enquanto suas congêneres estrangeiras podem ser definidas como parte da indústria aeroespacial, a Rússia e a Ucrânia contemporâneas possuem sobretudo indústrias espaciais.

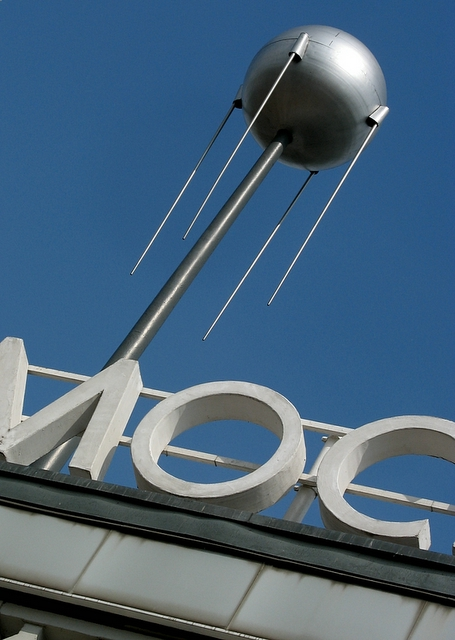
Réplica em frente a uma cafeteria em Berlim.

No plano cultural, a atenção suscitada pelo Sputnik-1 imediatamente levou o seu nome a ser usado em outros contextos e indicando outros objetos, notadamente no idioma inglês. Assim, no golfe o nome Sputnik passou a indicar um drive muito alto lançado a partir do tee, e também a designar estrelas da indústria do entretenimento e do esporte, bandas musicais e músicos individuais, um estilo arquitetônico, um balé, um cavalo de corrida e empresas. Exemplos contemporâneos incluem o website Sputnikmusic e a empresa de gerenciamento de redes de computador SputnikNet, ambos americanos, e a agência de relações públicas neozelandesa Sputnik. O lançamento do Sputnik-1 também levou ao surgimento do sufixo -nik em língua inglesa, e, notavelmente, deu origem a termos como neatnik (alguém compulsivamente bem-vestido) e peacenik (um pacifista). O escritor estadunidense Herb Caen inspirou-se no satélite ao cunhar o termo beatnik, em um artigo sobre a geração beat no San Francisco Chronicle, em 2 de abril de 1958.
Numerosos produtos foram chamados Sputnik, incluindo confeitos, coquetéis, hambúrgueres, modelos de corte de cabelo, equipamentos mata-moscas, peças de mobília e decoração, canções e pinturas. Também surgiram expressões compostas, como "diplomacia Sputnik", "choque Sputnik" e "fiasco Sputnik", algumas usadas até muitas décadas mais tarde.
O mesmo se deu na URSS e depois na Rússia, onde o nome Sputnik e a imagem do satélite vieram a ser utilizados comercialmente. Embora não existissem marcas comerciais na URSS, e, consequentemente, nenhuma marca comercial do Sputnik-1 tenha sido oficialmente registrada, muitos bens de consumo e instituições vieram a ser chamados Sputnik, incluindo bicicletas, aspiradores de pó, aparelhos de barbear, hotéis, revistas, e até mesmo uma agência estatal de turismo juvenil. Na Rússia contemporânea, a cidade de Kaluga, local de nascimento de Konstantin Tsiolkovski, apresenta um pequeno Sputnik-1 em sua bandeira. Adicionalmente, Sputnik é uma agência de notícias governamental de âmbito internacional.

### Representações nas artes
O Sputnik-1 é retratado ou mencionado em diversas obras artísticas, incluindo o filme estadunidense de 1983 Os Eleitos (em inglês: The Right Stuff) de Philip Kaufman, por sua vez uma adaptação do livro homônimo de Tom Wolfe, de 1979; no filme de animação da Disney Pixar, Toy Story 2, de 1999; e no filme de Joe Johnston de 1999, October Sky. O satélite também continua a ser comemorado em selos postais em numerosos países, e em 2007 foi objeto de um filme documentário dirigido por David Hoffman, intitulado Sputnik Mania.

### Unidades de reserva e réplicas

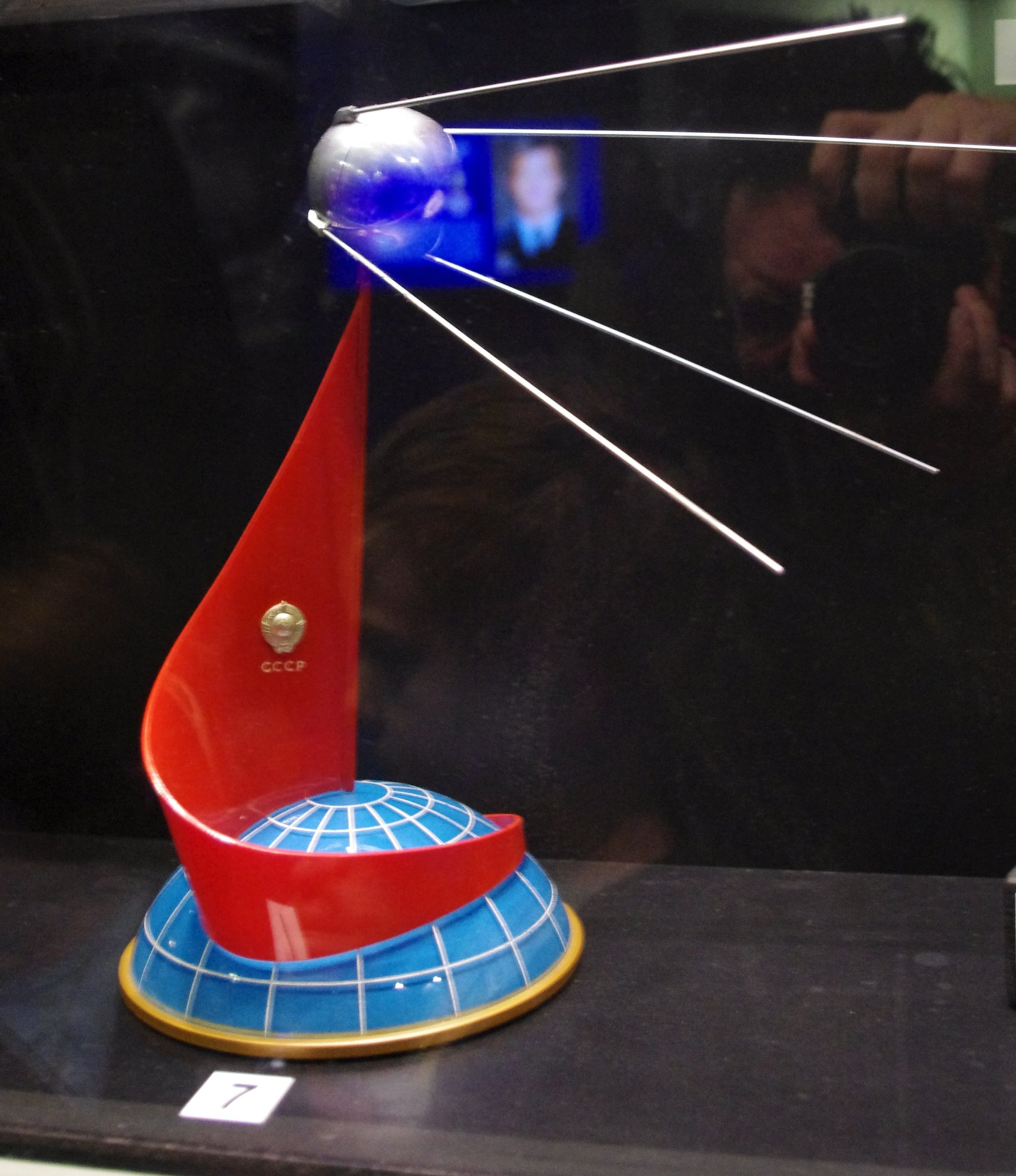
Modelo do Sputnik-1 na exposição "NASA - Uma Aventura Humana".

Existem pelo menos duas duplicatas do Sputnik-1, aparentemente construídas como unidades de reserva. Uma delas fica nos arredores de Moscou, no museu corporativo da empresa Energia, a descendente atual da instituição de pesquisa de Koroliov. A outra está no Museu do Voo em Seattle, nos EUA. Diferentemente da unidade da Energia, não possui componentes internos, mas possui carcaças e acessórios moldados, além de evidências de desgaste de sua bateria, que sugerem que ela foi construída para servir algum tipo de uso. Autenticada pelo Museu Memorial da Cosmonáutica em Moscou, a unidade foi leiloada em 2001 e adquirida por um comprador particular anônimo, que a doou ao museu. Existem registros de que outras duas duplicatas do Sputnik-1 estejam em coleções pessoais de empresários estadunidenses.
Em 1959 a União Soviética doou às Nações Unidas uma réplica do Sputnik-1, e existem outras réplicas suas, com graus variados de precisão, em exibição em todo o mundo, incluindo no Museu Nacional do Ar e Espaço nos EUA, o Museu da Ciência na Inglaterra, o Museu de Artes Aplicadas & Ciências na Austrália e diante da embaixada russa na Espanha.
Três réplicas do Sputnik-1, construídas em escala de 1/3, foram lançadas da estação espacial Mir entre 1997 e 1999. A primeira, denominada Sputnik 40, foi lançada para comemorar o quadragésimo aniversário do lançamento do Sputnik-1, em novembro de 1997. O Sputnik 41 foi lançado um ano depois, e o Sputnik 99 foi lançado em fevereiro de 1999. Uma quarta réplica foi construída e transportada, mas nunca foi implantada e acabou destruída quando a Mir foi desorbitada.